# Florentin-la-Capelle
 Florentin-la-Capelle  là một xã ở tỉnh Aveyron, thuộc vùng Occitanie ở miền nam nước Pháp.